# Kriekenbier (Sint-Jozef)
Kriekenbier is een fruitbier van lage gisting. 
Het bier wordt gebrouwen in Brouwerij Sint-Jozef te Opitter. Het is een roodkleurig witbier met kriekensap met een alcoholpercentage van 3,5%. Dit bier is verkrijgbaar in tonnen van 30 l en flesjes van 25 cl.

## Ontvangen prijzen
- 1997: bekroond met een Zilveren Kwaliteitsmedaille.